# María Elena Valencia
María Elena Valencia (María Elena Valencia Jiménez; * 25. Mai 1983) ist eine mexikanische Langstreckenläuferin.
2006 belegte sie bei den Crosslauf-Weltmeisterschaften auf der Kurzstrecke Platz 42 und auf der Langstrecke Platz 31. Beim Maratón de la Comarca Lagunera wurde sie als Gesamtsiegerin mexikanische Meisterin über die 42,195-km-Distanz, und auch beim Monterrey-Marathon gewann sie.
Im Jahr darauf gewann sie den Saltillo-Halbmarathon und verteidigte mit einem Sieg beim Maratón de la Comarca Lagunera ihren nationalen Titel.
María Elena Valencia wird von Dionicio Cerón trainiert.

## Persönliche Bestzeiten
- 5000 m: 15:36,07 min, 18. April 2008, Walnut
- 10.000 m: 32:36,98 min, 4. Mai 2008, Palo Alto
- Halbmarathon: 1:12:16 h, 10. Juni 2007, Saltillo
- Marathon: 2:30:53 h, 10. Dezember 2006, Monterrey